# (23676) Tomitayoshihiro
(23676) Tomitayoshihiro est un astéroïde de la ceinture principale découvert en 1997. Sa désignation provisoire est 1997 GR25.

## Description
(23676) Tomitayoshihiro a été découvert le 4 avril 1997 à l'observatoire de Kitami, situé à l'est d'Hokkaidō (Japon), par Kin Endate et Kazuro Watanabe.

### Caractéristiques orbitales
L'orbite de cet astéroïde est caractérisée par un demi-grand axe de 2,42 UA, un périhélie de 2,00 UA, une excentricité de 0,17 et une inclinaison de 3,62° par rapport à l'écliptique. Du fait de ces caractéristiques, à savoir un demi-grand axe compris entre 2 et 3,2 UA et un périhélie supérieur à 1,666 UA, il est classé, selon la JPL Small-Body Database, comme objet de la ceinture principale.

### Caractéristiques physiques
(23676) Tomitayoshihiro a une magnitude absolue (H) de 14,6 et un albédo estimé à 0,055.